# 王光伟
王光伟（1914年12月11日—1996年6月4日），原名王赞堂，男，山东沂水人，中华人民共和国政治人物。

## 生平
王光伟是山东省沂水县斜午村人，后迁居沂南县苏村。早年考入临沂乡村师范，1938年入延安马列学院，后任马列主义研究室主任、中央军委总政治部秘书处处长、嫩江省政府秘书长、东北人民政府统战部秘书长。
中华人民共和国成立后，历任国家计委副主任。1981年，担任黑龙江省人民政府副省长。